# ニルス・オーラヴ
ブーベ島男爵ニルス・オーラヴ3世陸軍少将（ノルウェー語: Generalmajor Sir Nils Olav III, baron av Bouvetøya）は、イギリス・スコットランドのエディンバラ動物園にいるオウサマペンギン。ノルウェー陸軍近衛部隊のマスコットであり、2023年時点で少将の階級、騎士号、ブーベ島男爵を有する。

## 概要

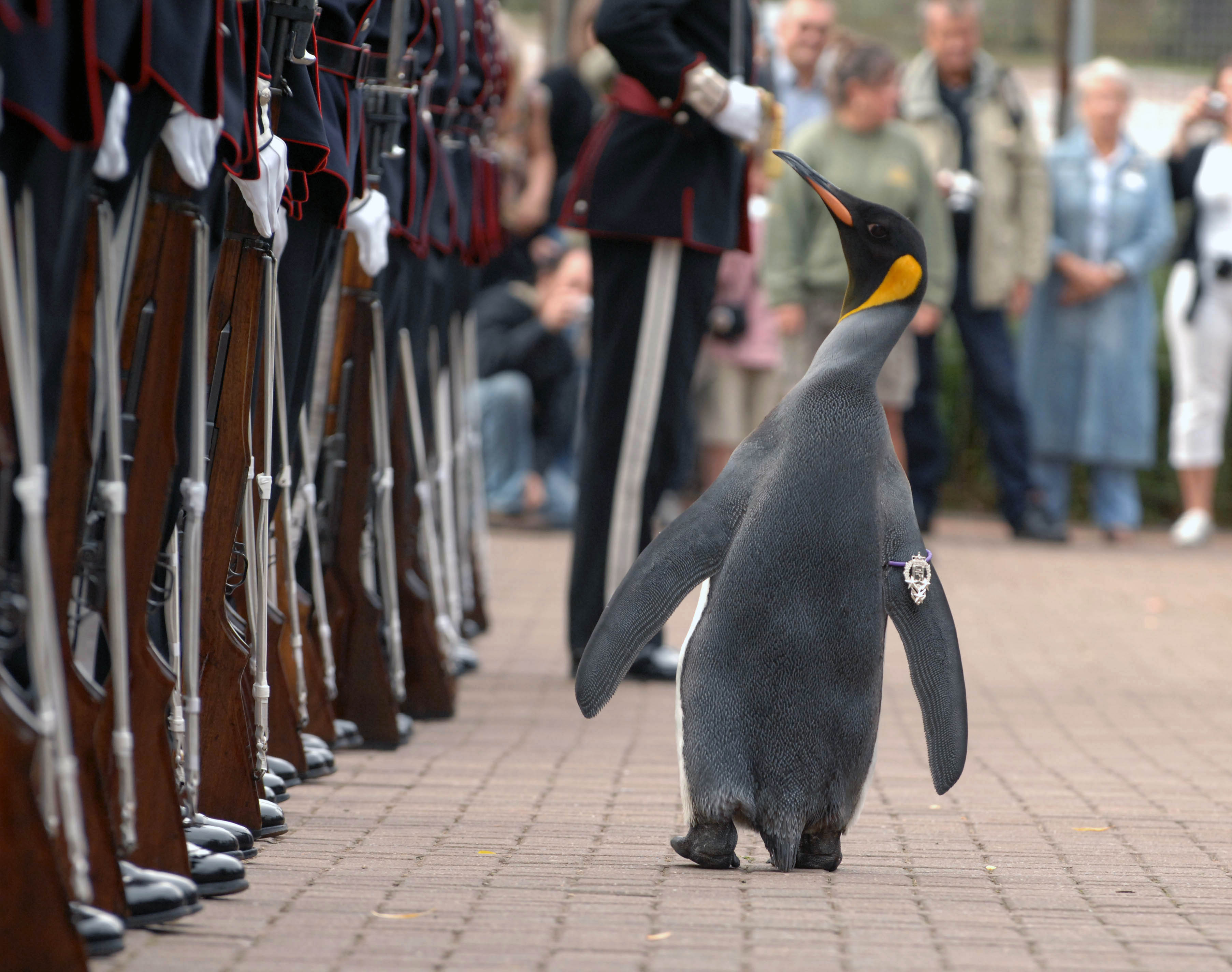
ノルウェー陸軍近衛部隊を閲兵するニルス・オーラヴ二世名誉連隊長（2008年）。

1961年にエディンバラで軍楽隊の祭典（Royal Edinburgh Military Tattoo）が開かれ、そこにはノルウェー陸軍近衛部隊も参加していた。その際、ニルス・エーギリン中尉は動物園でペンギンに興味を持ち、1972年に部隊が再訪した際に部隊のマスコットにすることを働きかけた。これが認められ、当時のノルウェー国王・オーラヴ5世にちなんで、ニルス・オーラヴとの名前が与えられ、1972年に上等兵（lance corporal）の階級で部隊のマスコットとなった。その後、部隊が祭典のためにエジンバラを再訪するたび、ニルス・オーラヴは昇進していき、1982年に伍長、1987年には軍曹となった。軍曹に昇進してまもなく、ニルス（1世）は死亡したが、引き続きニルス・オーラヴ2世が指名され、マスコットは継続され、1993年には連隊上級曹長、2001年には名誉連隊上級曹長となっている。
2005年8月18日に、ニルスは名誉連隊長(Colonel-in-Chief)の称号が与えられ、エディンバラ動物園に銅像が設置された。2008年8月15日にはニルス・オーラヴ（二世）に対し、ノルウェー国王ハーラル5世より騎士号が授けられている。
その後、ニルス・オーラヴは3世が指名されており、2016年8月22日には、ノルウェー陸軍近衛部隊50名が参加しての「閲兵」セレモニーが行われ、准将に昇進した。2023年8月21日には、この年のRoyal Edinburgh Military Tattooに参加したノルウェー国王の近衛軍楽隊160人の出席の元、少将に昇進した。